# Tadeusz Kopiec
Tadeusz Kopiec (ur. 10 czerwca 1923 we wsi Rudenka na Żytomierszczyźnie, zm. 6 października 2015 w Warszawie) – pułkownik ludowego Wojska Polskiego, dowódca 12 Dywizji Zmechanizowanej w Szczecinie.

## Życiorys
W roku 1936 wraz z rodzicami został zesłany do Kazachstanu. W październiku 1944 ochotniczo wstąpił do jednostek polskich w ZSRR. Służbę rozpoczął jako szeregowiec w 3 zapasowym pułku piechoty w Lublinie. Po miesiącu skierowany do Oficerskiej Szkoły Broni Pancernej w Chełmie. Po ukończeniu nauki został dowódcą działa, a następnie baterii w 28 pułku artylerii pancernej. W latach 1949–1950 dowódca kompanii dział pancernych w 9 Łużyckim pułku czołgów w Słupsku oraz szef sztabu 1 samodzielnego batalionu artylerii pancernej w Giżycku. W roku 1951 po Kursie Doskonalenia Oficerów został wykładowcą taktyki w Oficerskiej Szkole Broni Pancernej w Poznaniu.
W latach 1951–1953 był dowódcą 29 samodzielnego szkolnego batalionu artylerii pancernej, a w latach 1953–1956 dowódcą 16 samodzielnego pułku czołgów w Szczecinie. W latach 1956–1959 studiował w Akademii Sztabu Generalnego im. gen. broni Karola Świerczewskiego w Rembertowie. Następnie był starszym inspektorem w Inspektoracie Szkolenia MON. W roku 1961 został słuchaczem Wyższych Akademickich Kursów przy Wojskowej Akademii Artylerii w Leningradzie. Po powrocie starszy oficer, a następnie szef Wydziału Planowania w Zarządzie I Inspektoratu Szkolenia MON.
W latach 1964–1966 odbył studia w Wojskowej Akademii Sztabu Generalnego Sił Zbrojnych ZSRS im Woroszyłowa w Moskwie. W roku 1966 został szefem Oddziału Planowania Wojsk Operacyjnych Zarządu I Operacyjnego Sztabu Generalnego WP.
Od 22 czerwca 1968 do 18 listopada 1969 dowódca 12 Dywizji Zmechanizowanej im. Armii Ludowej w Szczecinie. Pomimo faktu dowodzenia dywizją, nie otrzymał awansu do stopnia generalskiego. W latach 1969–1973 szef Oddziału Gotowości Bojowej i Dyslokacji Wojsk w Zarządzie I Operacyjnym Sztabu Generalnego WP. 
W 1973 ukończył dwumiesięczny Kurs Operacyjny przy Akademii Sztabu Generalnego WP w Rembertowie. Następnie był starszym oficerem do spraw szkolenia bojowego Zarządu Szkolenia Operacyjnego i Bojowego w Sztabie Zjednoczonych Sił Zbrojnych Państw Sygnatariuszy Układu Warszawskiego w Moskwie oraz zastępcą szefa Katedry Taktyki Ogólnej Akademii Sztabu Generalnego im. gen. broni Karola Świerczewskiego w Rembertowie.
2 sierpnia 1979 roku zwolniony z zawodowej służby wojskowej w stopniu pułkownika dyplomowanego i przeniesiony do rezerwy.
Zmarł w Warszawie. Został pochowany na cmentarzu rzymskokatolickim w Pyrach, na osiedlu Pyry w warszawskiej dzielnicy Ursynów.

## Odznaczenia
- Krzyż Kawalerski Orderu Odrodzenia Polski (1968)
- Złoty Krzyż Zasługi
- Medal Zwycięstwa i Wolności 1945
- Złoty Medal „Siły Zbrojne w Służbie Ojczyzny” (1968)
- Srebrny Medal „Siły Zbrojne w Służbie Ojczyzny”
- Brązowy Medal „Siły Zbrojne w Służbie Ojczyzny”
- Medal „Za udział w walkach o Berlin” (1970)
- Złoty Medal „Za Zasługi dla Obronności Kraju” (1976)
- Srebrny Medal „Za Zasługi dla Obronności Kraju”
- Brązowy Medal „Za Zasługi dla Obronności Kraju”
- Odznaka Grunwaldzka (1946)
- Odznaka Kościuszkowska (1978)